# Ludność Stalowej Woli

## LudnośćStalowej Woli
- 1946 – 5 086 (spis powszechny)
- 1950 – 7 167 (spis powszechny)
- 1955 – 17 917
- 1960 – 22 932 (spis powszechny)
- 1961 – 23 600
- 1962 – 24 100
- 1963 – 24 600
- 1964 – 25 300
- 1965 – 25 859
- 1966 – 26 400
- 1967 – 27 600
- 1968 – 28 400
- 1969 – 29 300
- 1970 – 30 100 (spis powszechny)
- 1971 – 31 157
- 1972 – 32 300
- 1973 – 36 700 (włączono Rozwadów)
- 1974 – 38 520
- 1975 – 40 131
- 1976 – 42 200
- 1977 – 46 900
- 1978 – 50 100 (spis powszechny)
- 1979 – 52 200
- 1980 – 54 792
- 1981 – 57 338
- 1982 – 59 095
- 1983 – 60 967
- 1984 – 62 915
- 1985 – 65 032
- 1986 – 67 135
- 1987 – 68 837
- 1988 – 67 932 (spis powszechny)
- 1989 – 69 173
- 1990 – 69 955
- 1991 – 71 016
- 1992 – 71 173
- 1993 – 72 019
- 1994 – 71 838
- 1995 – 71 775
- 1996 – 71 746
- 1997 – 71 710
- 1998 – 71 814
- 1999 – 71 805
- 2000 – 71 774
- 2001 – 71 265
- 2002 – 67 397 (spis powszechny)
- 2003 – 66 806
- 2004 – 66 482
- 2005 – 66 097
- 2006 – 65 498
- 2007 – 64 988
- 2008 – 64 753 [potrzebny przypis]
- 2009 – 63 889
- 2010 – 63 371
- 2011 – 64 756 (spis powszechny)
- 2012 – 64 189

## Powierzchnia Stalowej Woli
- 1995 – 82,41 km²
- 2006 – 82,52 km²